# Al Levitt
Alan „Al“ Levitt (* 11. November 1932 in New York City; † 28. November 1994 in Paris) war ein US-amerikanischer Jazzschlagzeuger, der vor allem in Frankreich arbeitete.

## Leben und Wirken
Levitt studierte bei Lennie Tristano und begann ab 1952 professionell als Jazzmusiker z. B. mit Charles Mingus („Precognition“, mit Lee Konitz) und Stan Getz zu arbeiten. 1956 zog er in die Niederlande und ein Jahr später nach Paris. Dort arbeitete er u. a. mit Donald Byrd und Barney Wilen (Jazz in Camera). 1958 kehrte er in die USA zurück, wo er mit Jackie McLean spielte und mit der Band von Lionel Hampton auf Europa und Asien-Tournee ging.
Mit seiner Ehefrau, der US-amerikanischen Jazzsängerin Stella Levitt nahm er 1968 das Album We Are the Levitts für ESP-Disk auf, mit Gastmusikern wie  Chick Corea, Ronnie Cuber und Teddy Kotick u. a. sowie dem 13-jährigen Sohn Sean als Gitarrist.
Anfang der 1970er-Jahre spielte er mit Lee Konitz und Zoot Sims.
1975 zog er mit Stella Levitt und den gemeinsamen sieben Kindern erneut nach Paris. Dort arbeitete er mit solch herausragenden französischen Jazzmusikern und Expatriates wie Barney Wilen, Stéphane Grappelli und Martial Solal, begleitete auch durchreisende Musiker wie Chet Baker, Lee Konitz und Warne Marsh. In den 1980er Jahren spielte er bei den „Petits loups de Jazz“ und im Quintett von Guy Lafitte. Im Bereich des Jazz war er laut Tom Lord zwischen 1952 und 1994 an 60 Aufnahmesessions beteiligt, zuletzt mit Duke Jordan.
Al Levitt starb an einer Gehirnblutung.